# Phaula thomsonii
Phaula thomsonii là một loài bọ cánh cứng trong họ Cerambycidae.